# Babua Kalan
Babua Kalan (en hindi: बबुवा कलन ) es una localidad de la India, en el distrito de Dhanbad, estado de Jharkhand.

## Geografía
Se encuentra a una altitud de 251 m s. n. m. a 172 km de la capital estatal, Ranchi, en la zona horaria UTC +5:30.

## Demografía
Según estimación 2010 contaba con una población de 10 426 habitantes.